# Jessica Becker
Jessica  „Jess“ Becker (* 9. Dezember 1999 in Luxemburg) ist eine luxemburgische Fußballspielerin. Seit 2018 spielt sie für die Entente WMG in der höchsten Spielklasse und für die A-Nationalmannschaft.

## Karriere

### Vereine
In der Saison 2016/17 spielte Becker für den Mehrspartensportverein TuS Issel in der drittklassigen Regionalliga Südwest und bestritt vom 28. August 2016 (1. Spieltag) bis zum 14. Mai 2017 (22. Spieltag) neun Punktspiele, sowie vom 15. Oktober 2016 (6. Spieltag) bis zum 27. November 2016 (11. Spieltag) drei Punktspiele für die zweite Mannschaft in der Rheinlandliga.
Nach Luxemburg gelangt, schloss sie sich zur Saison 2018/19 in Wormeldingen im Kanton Grevenmacher der Spielgemeinschaft aus Wormeldingen, Munsbach und Grevenmacher (kurz Entente WMG) an, für die sie in der Dames Ligue 1, der höchsten Spielklasse im luxemburgischen Frauenfußball, seither Punktspiele bestreitet.

### Nationalmannschaft
Seit dem 7. Oktober 2018, bei der 0:4-Niederlage der A-Nationalmannschaft im Freundschaftsspiel gegen die Nationalmannschaft Estlands in Wiltz, ist Becker A-Nationalspielerin. Bis zum 13. November 2022 bestritt sie fünf weitere in Freundschaft ausgetragene Länderspiele sowie sechs WM-Qualifikationsspiele.